# Словацкий народный музей
Словацкий национальный музей (слов. Slovenské národné múzeum, SNM) — сеть 18 музеев в Словакии. Штаб-квартира находится в Братиславе.
Основан в 1925 году. В музее представлена богатая экспозиция Музея естествознания (Prírodovedné múzeum), рассказывающая о флоре, фауне и геологическом строении Словакии. В здании часто организуются временные выставки на различные темы, устраиваются выставки искусства.
Словацкий национальный музей  является самым важным учреждением, занимающимся научными исследованиями и культурным образованием в области музеологии в Словакии . Его начало «связано со стремлением словацкой нации к национальному освобождению и самоопределению».
Штаб-квартира находится в Братиславе, однако Словацкий национальный музей управляет 18 специализированными музеями, большинство из которых находится за пределами города.

## История
Словацкий национальный музей был основан в 1961 году. Его истоки лежат в Словенском музее Матицы и Музее Национального дома в Мартине, которые создали Словацкое музейное общество. Первая постоянная экспозиция, финансируемая из национальной коллекции, была открыта в Мартине в 1908 году.
В музее формировались археологическая, этнографическая, историческая, нумизматическая, искусствоведческая, художественная и естественнонаучная коллекции. Словацкий национальный географический и исторический музей был основан в Братиславе в 1924 году Словацким национальным обществом географических и исторических музеев. В том же году в Братиславе был основан Сельскохозяйственный музей, подразделение Чехословацкого сельскохозяйственного музея в Праге .
В 1940 году Словацкий национальный географический и исторический музей и Сельскохозяйственный музей были объединены в Словацкий музей. В 1961 году Словацкий музей и Словацкий национальный музей в Мартине были объединены в Словацкий национальный музей, расположенный в Братиславе.
11 марта 2012 г. замок Красна Горка (часть SNM) пострадал в результате пожара, который начался, когда двое детей закуривали сигареты. Огонь уничтожил крышу, но большая часть исторических коллекций не пострадала. Ожидается, что замок вновь откроется в 2018 году.

## Современность

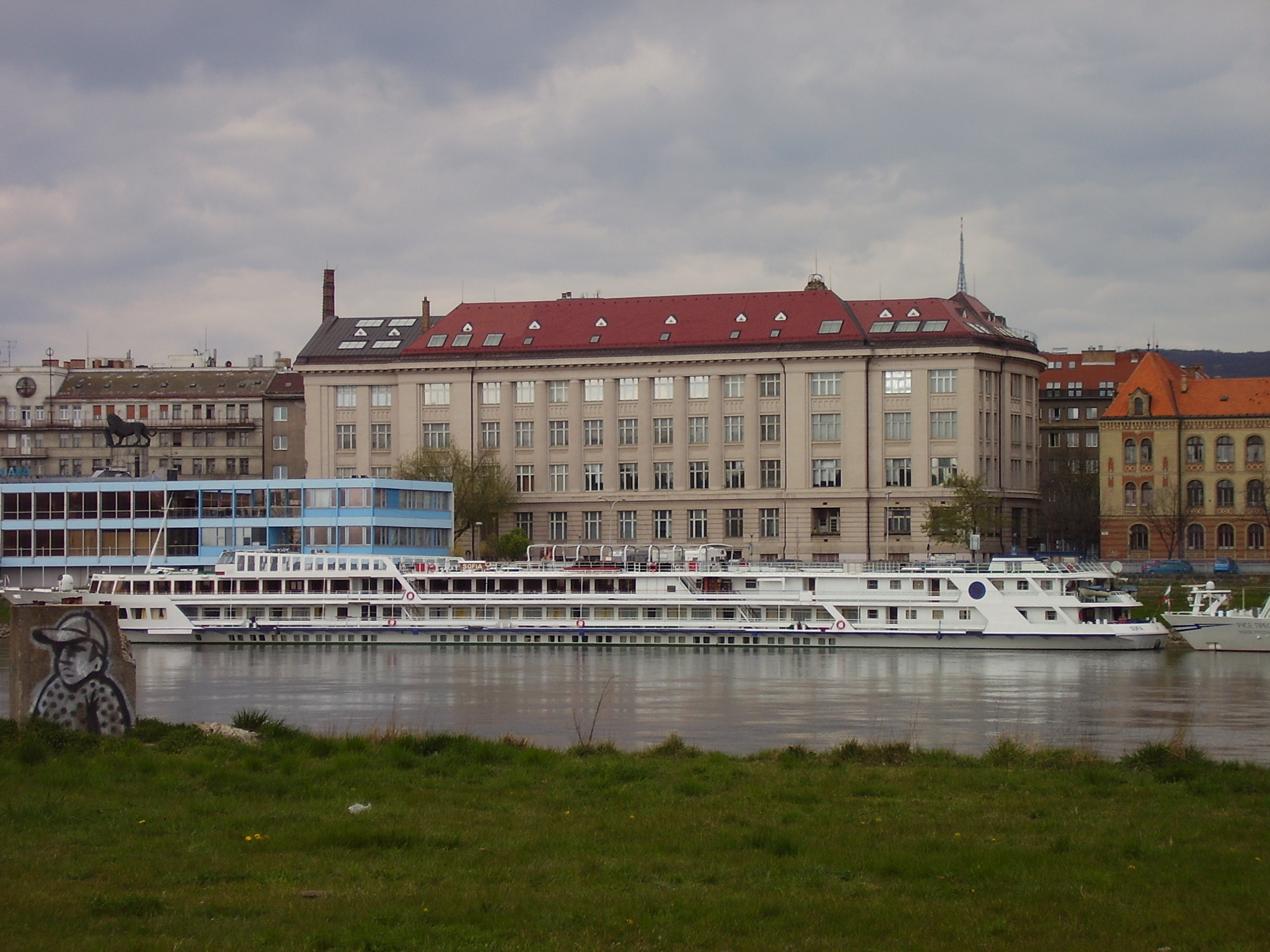

Словацкий национальный музей является важнейшим научно-исследовательским и культурно-просветительским учреждением с самыми большими коллекциями в области музеологии в Словакии. Музей также ведет научно-исследовательскую  и издательскую деятельность. Более того, SNM является «координационным, методологическим, профессиональным консультационным, статистическим, образовательным и информационным центром для всей области музеологии в Словацкой Республике».

## Здание
Штаб-квартира Словацкого национального музея расположена на Ваянской набережной (улица у реки в Старом городе Братиславы ), вместе с Музеем естественной истории. Строительство здания по проекту архитектора М. М. Гарминца началось в июле 1925 г. и было завершено в 1928 г. Музей открылся 4 мая 1930 года.

## Специализированные музеи и отделы
| Имя                                  | Словацкое имя                         | Расположение                                                |
| ------------------------------------ | ------------------------------------- | ----------------------------------------------------------- |
| Музей естествознания                 | Prírodovedné múzeum                   | Братислава                                                  |
| Археологический музей                | Archeologické múzeum                  | Братислава                                                  |
| Исторический музей                   | Historické múzeum                     | Братиславский замок                                         |
| Музей музыки                         | Hudobné múzeum                        | Братиславский замок                                         |
| Этнографический музей                | Etnografické múzeum                   | Мартин                                                      |
| Музей Андрея Кметя                   | Múzeum Andreja Kmeťa                  | Мартин                                                      |
| Музей словацкой деревни              | Múzeum slovenskej dediny              | Мартин                                                      |
| Музей Мартина Бенка                  | Múzeum Martina Benku                  | Мартин                                                      |
| Музей чешской культуры в Словакии    | Múzeum kultúry Čechov na Slovensku    | Мартин                                                      |
| Музей цыганской культуры в Словакии  | Múzeum kultúry Rómov na Slovensku     | Мартин                                                      |
| Музей Кароля Плицки                  | Múzeum Karola Plicku                  | Блатница (подразделение музеев Мартина)                     |
| Музей словацких национальных советов | Múzeum Slovenských národných rád      | Миява                                                       |
| Музей Червены Камень                 | Múzeum Červený Kameň                  | Замок Червены Камень                                        |
| Музей Бетляра                        | Múzeum Betliar                        | Бетляр                                                      |
| Бойницкий музей                      | Múzeum Bojnice                        | Замок Бойнице                                               |
| Спишский музей в Левоче              | Spišské múzeum v Levoči               | Левоча                                                      |
| Музей кукольной культуры и игрушек   | Múzeum bábkarských kultúr a hračiek   | Замок Модри Камень                                          |
| Музей еврейской культуры             | Múzeum židovskej kultúry              | Братислава, также экспонируется в Трнаве, Жилине и Прешове. |
| Музей венгерской культуры в Словакии | Múzeum kultúry Maďarov na Slovensku   | Братислава                                                  |
| Музей карпатской немецкой культуры   | Múzeum kultúry karpatských Nemcov     | Братислава                                                  |
| Музей украинской культуры            | Múzeum ukrajinskej kultúry            | Свидник                                                     |
| Музей русинской культуры             | Múzeum rusínskej kultúry              | Прешов                                                      |
| Музей Людовита Штура                 | Múzeum Ľudovíta Štúra                 | Модра                                                       |
| Музей хорватской культуры в Словакии | Múzeum kultúry Chorvátov na Slovensku | Братислава - Девинска-Нова-Вес                              |